# Данфанахі
Данфанахі (англ. Dunfanaghy; ірл. Dún Fionnachaidh) — село в Ірландії, знаходиться в графстві Донегол (провінція Ольстер).

## Демографія
Населення — 316 людей (за даними перепису 2006 року). В 2002 році населення складало 293 людей.
Дані перепису 2006 року:
| Загальні демографічні показники' |               |                           |                           |      |      |
| Усе населення                    | Усе населення | Зміни населення 2002–2006 | Зміни населення 2002–2006 | 2006 | 2006 |
| 2002                             | 2006          | люд.                      | %                         | чол. | жін. |
| 293                              | 316           | 23                        | 7,8                       | 154  | 162  |